# Arnaud Serre

Arnaud Serre (né le 21 juillet 1976 à Martigues) est un cavalier français de dressage. Il découvre l'équitation sur poney à l'âge de dix ans et pratique longtemps le horse-ball, avant de se tourner vers le dressage en 2008. Il devient champion de France de Dressage dans la catégorie des 4 ans en 2005, puis champion de France en 2010 et 2011 avec Helio II. De 2012 à 2016, il monte Robinson de Lafont*de Massa avec qui il participe aux Jeux équestres mondiaux de 2014, et atteint le niveau du Grand Prix spécial, terminant 20e en individuel.